# Kvark u
Kvark u (tudi kvark gor) (oznaka {\displaystyle u\,}) je eden izmed osnovnih delcev, ki pripada družini kvarkov (prvi generaciji). Je najlažji izmed vseh kvarkov. Ima električni naboj enak +2/3 in maso 1,5 do 3,3 MeV/c2. Prištevamo ga med fermione s spinom 1/2. Njegov antidelec je antikvark u. Skupaj s kvarkom d tvori nukleone (proton in nevtron). Tretja komponenta izospina in šibkega izospina je enaka +1/2. Barionsko število je 1/3. Leptonsko število, čudnost, čar, dno in vrh so enaki 0. Podobno kot drugi kvarki, nosi enega izmed treh barvnih nabojev. 

## Zgradba nukleonov
Nukleona (proton in nevtron) sta zgrajena iz treh kvarkov. Na spodnjih dveh slikah je prikazana zgradba protona in nevtrona iz kvarkov. 

## Zgodovina
Obstoj kvarkov sta neodvisno napovedala že v letu 1961 ameriški fizik Murray Gell-Mann  (rojen 1929) in izraelski fizik Yuval Ne'eman (1925 – 2006) .
Hadrone sta razporedila v skupine po metodi, ki je danes znana kot osemkratna pot, to je simetrija SU(3) v okviru okusne simetrije. Leta 1964 sta Gell-Mann in ameriški fizik George Zweig (rojen 1937)  neodvisno predlagala kvarkovski model, v katerega sta takrat vključila samo kvarke u, d in s .